# K.G. Bertmarks Minne
K.G. Bertmarks Minne är ett årligt travlopp för 3-åriga och äldre varmblod som körs på Jägersro i Malmö i Skåne län. Loppet går av stapeln under samma tävlingshelg som Svenskt Travderby i början av september, och körs över distansen 2 140 meter med autostart (bilstart). Förstapris i loppet är 150 000 kronor.

## Segrare
| År   | Vinnare           | Kusk                    | Tränare                 | Tid     | Odds  |
| ---- | ----------------- | ----------------------- | ----------------------- | ------- | ----- |
| 2024 | Leroy Boko        | Hanna Lähdekorpi        | Conrad Lugauer          | 1.12,0a | 2,23  |
| 2023 | Amazing Justice   | Sofie Ericsson          | Tommy Karlstedt         | 1.12,9a | 33,54 |
| 2022 | Manual Flight     | Hanna Lähdekorpi        | Conrad Lugauer          | 1.12,7a | 4,56  |
| 2021 | Galantis          | Tyler Mifsud            | Johan Lejon             | 1.12,6a | 4,72  |
| 2020 | Farlander Am      | Johan Svensson          | Johan Svensson          | 1.12,5a | 9,73  |
| 2019 | Porthos Race      | Mats Holmstedt          | Åke Lindblom            | 1.12,8a | 31,86 |
| 2018 | La Diva Rossi     | Linda Pulkkinen         | Linda Pulkkinen         | 1.11,8a | 27,49 |
| 2017 | Apapmand          | Steffen Christiansen    | Anders F. Jensen        | 1.12,9a | 7,42  |
| 2016 | Sylvester         | Hanna Lähdekorpi        | Marcus Lindgren         | 1.12,2a | 5,42  |
| 2015 | Chatain           | Erlend Rennesvik        | Anders L. Wolden        | 1.13,0a | 18,92 |
| 2014 | Västerbo Mission  | Hannu Korpi             | Tino Lindgren           | 1.12,7a | 8,33  |
| 2013 | Namale Kronos     | Håkan B. Johansson      | Marcus Lindgren         | 1.12,6a | 2,43  |
| 2012 | Obi-Wan           | Håkan B. Johansson      | Flemming Jensen         | 1.13,0a | 4,28  |
| 2011 | Elstar Pride      | Bjarne Albinsson        | Karl Gunnar Andersson   | 1.12,7a | 11,50 |
| 2010 | Redingman         | Tapani Jauhola          | Tapani Jauhola          | 1.14,3a | 19,62 |
| 2009 | Prick du Ling     | Marko Hakkarainen       | Juhamatti Hoffren       | 1.14,0a | 11,58 |
| 2008 | Strong Boy D.E.   | Mathias Blomqvist       | Mathias Blomqvist       | 1.13,4a | 4,46  |
| 2007 | Elegance Saulnier | Patrick Hedqvist        | Stig H. Johansson       | 1.13,8a | 1,79  |
| 2006 | Find Cowboyland   | Marcus Lindgren         | Marcus Lindgren         | 1.14,7a | 3,53  |
| 2005 | Ladon du Goutier  | Tommy Holmgren          | Lutfi Kolgjini          | 1.14,3a | 2,47  |
| 2004 | J.R.Bonanza       | Ragnhild Sveen          | Roger Andresen          | 1.13,6a | 14,81 |
| 2003 | Sonnbo Dole       | Monica Sahlgren-Fromell | Johan Hedenberg         | 1.13,5a | 5,52  |
| 2002 | Sugarless         | Olof Thorson            | Peter Untersteiner      | 1.15,7a | 1,52  |
| 2001 | Pilot Kloster     | Lars Stelius            | Göran Kärrstrand        | 1.15,2a | 16,31 |
| 2000 | Diving Leber      | Ingvar Hansson          | Ingvar Hansson          | 1.15,4a | 11,05 |
| 1999 | Big Alex          | Christer S. A. Karlsson | Christer S. A. Karlsson | 1.15,1a | 4,27  |
| 1998 | Lady Lad          | Kia Romlin              | Kia Romlin              | 1.15,1a | 2,20  |
| 1997 | Magnum Ideal      | Ingvar Hansson          | Ingvar Hansson          | 1.15,5a | 1,79  |
| 1996 | Glory Då          | Sonja Bengtsson         | Sonja Bengtsson         | 1.16,5a | 11,22 |
| 1995 | Slinger Pro       | Bengt Cejie             | Tore Svendsen           | 1.18,5  | 1,90  |
| 1994 | Borntobe Classic  | Jörgen Hellgren         | Tomas Selander          | 1.17,7  | 6,52  |
| 1993 | Beat The Time     | Erik Adielsson          | Hans Adielsson          | 1.16,4  | 7,33  |
| 1992 | Walking King      | Rune Svanstedt          | Åke Svanstedt           | 1.17,5  | 13,56 |
| 1991 | Bonnie Hornline   | Tomas Rosén             | Tomas Rosén             | 1.16,0  | 4,54  |
| 1990 | Caisy Boy         | Christer Hagström       | Michael Nordqvist       | 1.17,5  | 24,16 |
| 1989 | Lizzie Lee Brook  | Tommy Holmgren          | Mats Rånlund            | 1.14,1  | 6,07  |
| 1988 | Chivas Regal E.   | Håkan Einarsson         | Krister Söderholm       | 1.16,9  | 19,78 |